# Bitlis (province)
La province de Bitlis est une des 81 provinces (en turc : il, au singulier, et iller au pluriel) de la Turquie.
Sa préfecture (en turc : valiliği) se trouve dans la ville éponyme de Bitlis.

## Géographie
Sa superficie est de 6 707 km2.

## Population
Au recensement de 2000, la province était peuplée de 388 678 habitants, soit une densité de population de 46,2 hab./km2.
| 2000    | 2001    | 2002    | 2003    | 2004    | 2005    | 2006    |
| ------- | ------- | ------- | ------- | ------- | ------- | ------- |
| 318 886 | 320 555 | 321 791 | 322 898 | 324 114 | 325 401 | 326 709 |

| 2007    | 2008    | 2009    | 2010    | 2011    | 2012    | 2013    |
| ------- | ------- | ------- | ------- | ------- | ------- | ------- |
| 327 886 | 326 897 | 328 489 | 328 767 | 336 624 | 337 253 | 337 156 |

| 2014    | 2015    | 2016    | 2017    | 2018    | 2019    | 2020    |
| ------- | ------- | ------- | ------- | ------- | ------- | ------- |
| 338 023 | 340 449 | 341 225 | 341 474 | 349 396 | 348 115 | 350 994 |

| 2021    | 2022    | 2023    | - | - | - | - |
| ------- | ------- | ------- | - | - | - | - |
| 352 277 | 353 988 | 359 747 | - | - | - | - |

## Administration
La province est administrée par un préfet (en turc : vali).

## Subdivisions

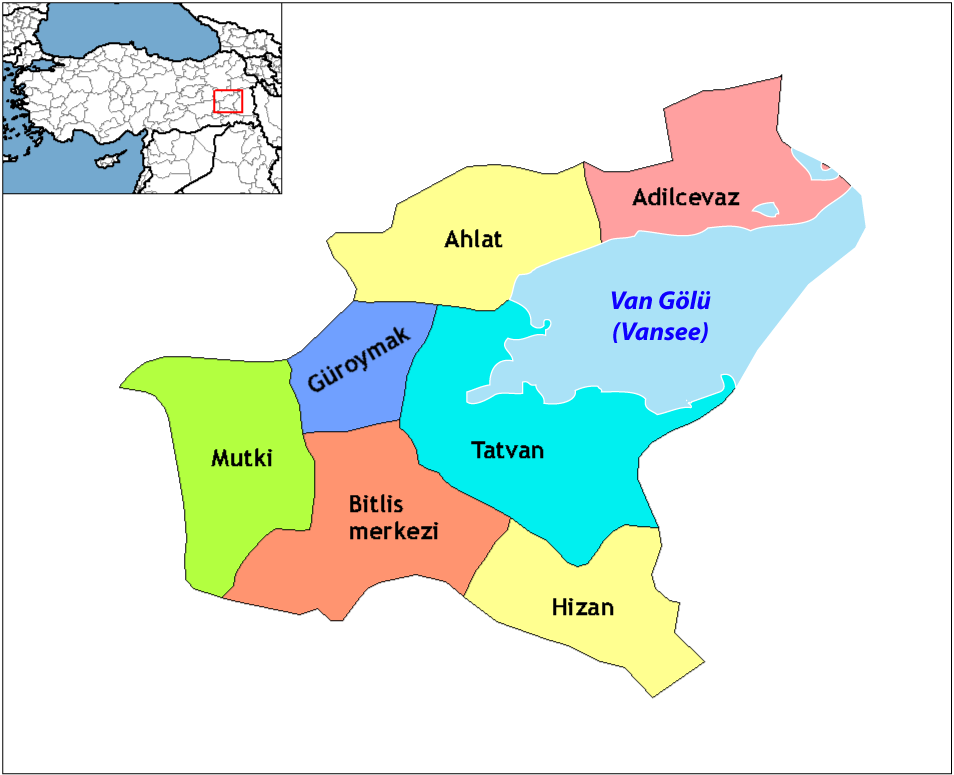
Les districts de la province de Bitlis.

La province est divisée en 7 districts (en turc : ilçe, au singulier) :
- Bitlis
- Adilcevaz
- Ahlat
- Güroymak
- Hizan
- Mutki
- Tatvan